# 작은 빛
《작은 빛》은 2020년에 개봉한 대한민국의 독립영화이다. 조민재 감독의 장편 영화 데뷔작으로, 기억을 잃을지도 모를 뇌수술을 앞둔 남자 '진무'가 자신의 가족을 차례로 방문해 그들의 모습을 캠코더에 담으며 아버지의 기억과 마주하는 드라마다. 출연 배우는 곽진무, 신문성, 변중희, 김현이다.
영화는 조민재 감독의 자전적 영화로, '작은 빛'이라는 영화의 제목에 대해 '영화를 찍기로 마음먹었을 때 본 풍경에서 집집마다 불빛이 흘러나왔다. 그 빛마다 제각각 사연이 있겠다는 생각이 들어, 멀리 떨어진 가족들이 빛으로 연결되었다고 느끼게 하고 싶었다'라고 밝혔다.
2020년 1월 14일 롯데시네마 건대입구점에서 언론시사회가 열렸으며, 1월 23일 개봉하였다.

## 캐스팅
- 곽진무 : 곽진무 역
- 신문성 : 곽정도 역
- 변중희 : 신숙녀 역
- 김현 : 곽현 역
- 윤성원 : 이호선 역
- 최용현 : 사촌 곽성무 역
- 남미정 : 종형수 남미정 역
- 정규진 : 백부 정규진 역
- 김정훈 : 의사 김정훈 역
- 전일성 : 공장 사장 전일성 역
- 이두의 : 정도 모 이두의 역
- 서인수 : 인부 서민수 역
- 임대웅 : 인부 임대용 역
- 서순용 : 인부 서순용 역
- 주광현 : 광현 역

## 수상 목록
- 2020년 제29회 부일영화상 신인 감독상 (조민재)